# Филиппова, Наталья Николаевна
Наталья Николаевна Филиппова (род. 7 февраля 1975, Москва) — российская футболистка, защитник. Выступала за сборную России. Участница чемпионата мира 1999 и чемпионата Европы 2001. Мастер спорта России.

## Клубная карьера
С 1995 по 2004 год выступала за самарский ЦСК ВВС. В составе команды трижды завоёвывала бронзовые, трижды серебряные и дважды побеждала в чемпионате России. Кроме того, дважды становилась финалистом Кубка России, побеждала в турнире «Краснодарская весна» 2004. Включалась в список 33 лучших футболисток по итогам сезона (1999, 2000). За ЦСК ВВС провела 92 матча и забила 11 мячей в чемпионате. В сезоне 2002/03 вместе с командой дошла до четвертьфинала Кубка УЕФА, где ЦСК ВВС уступил лондонскому «Арсеналу». Филиппова сыграла во всех пяти матчах еврокубка.
Перед началом сезона 2005 года перешла в «Рязань-ВДВ». Включалась в список 33 лучших футболисток по итогам 2005 года. Вместе с командой участвовала в турнире «Кубанская весна» 2008 года. За рязанский клуб выступала до 2008 года.

## Карьера в сборной
Выступала за сборную России. В 1999 году Юрий Быстрицкий включил Филиппову в заявку сборной на чемпионат мира 1999 в США, где россиянки дошли до 1/4 финала. Филиппова сыграла во всех четырёх матчах турнира. Спустя два года Быстрицкий пригласил её на чемпионат Европы в Германии. Россия заняла третье место в группе и не смогла пройти в следующий раунд. Филиппова сыграла в двух матчах турнира.

## Достижения
ЦСК ВВС
- Чемпион России (2): 1996, 2001
- Серебряный призёр чемпионата России (3): 1995, 1997, 1998
- Бронзовый призёр чемпионата России (3): 1999, 2000, 2003
- Финалист Кубка России (2): 1995, 1996